# Métro léger de Guadalajara

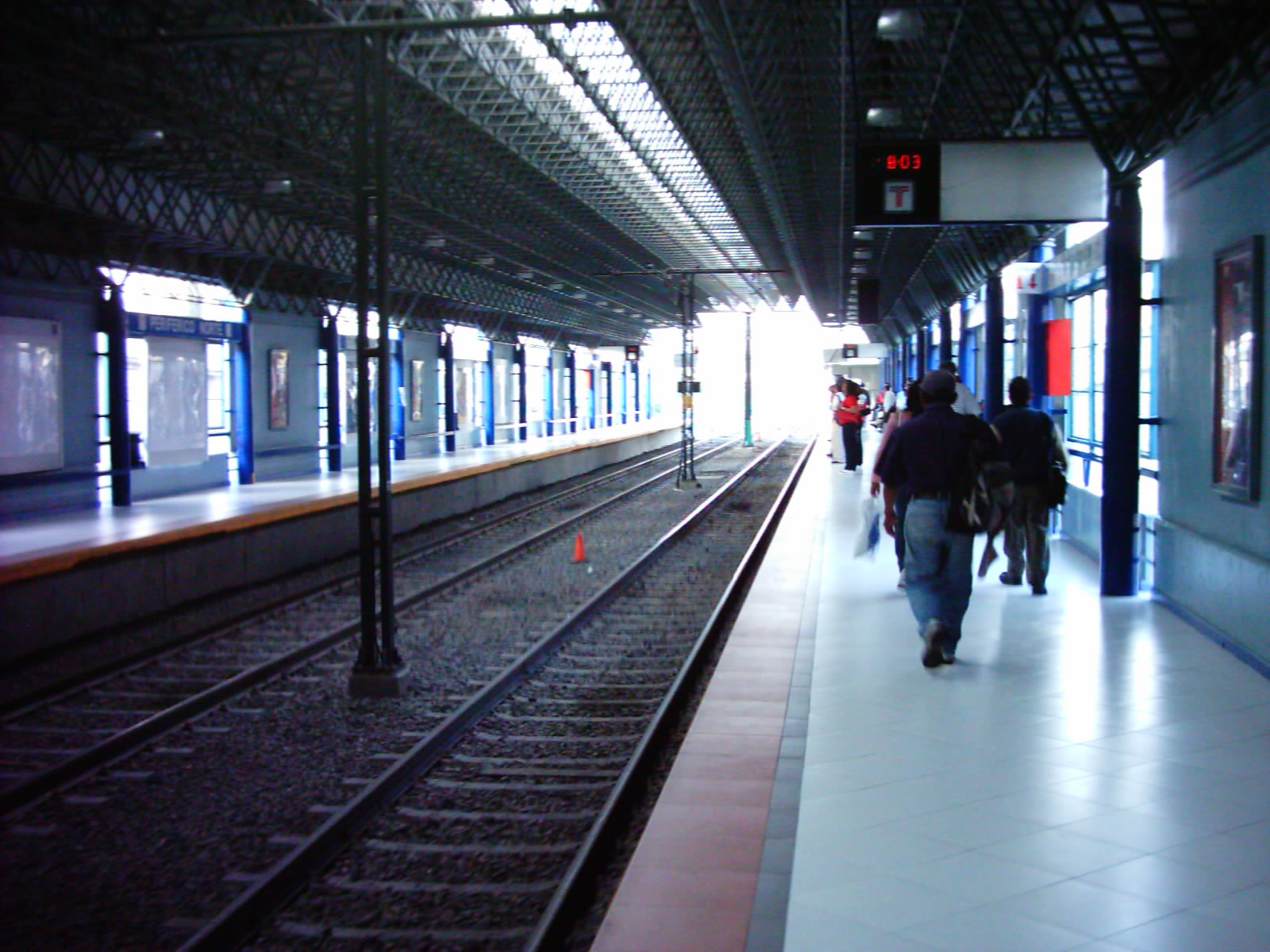
La station Periférico Norte

Le métro de Guadalajara, officiellement appelé SITEUR (Sistema de Tren Eléctrico Urbano), dessert les municipalités de Guadalajara, Zapopan et Tlaquepaque, au Mexique. Le réseau comprend trois lignes. La ligne 1, orientée nord-sud, (16,6 km et 20 stations), ouverte en 1989, est en partie en surface avec passages à niveau, ce qui la caractérise comme un métro léger (tramway). La ligne 2,(8,5 km et 10 stations), mise en service le 1er juillet 1994, relie le centre-ville à l'est, entièrement souterraine, est donc un métro, ainsi que la ligne 3 (20,9 km et 18 stations) qui est en partie souterraine et en partie en viaduc. Le métro de Guadalajara a donc une longueur de 40 km avec 48 stations.

## Ligne 1
La construction de la ligne 1 a commencé en 1988 et s'est achevée en septembre 1989 avec le trajet Periférico Norte - Periférico Sur . Elle a été inaugurée par le Président de la République, Carlos Salinas de Gortari et le gouverneur de l'État Guillermo Cosio Vidaurri.
En novembre 2018, la ligne est prolongée d'un kilomètre et d'une station au nord Auditorio.
La ligne 1 parcourt 16,5 km (+ 0,5 km de voies en dépôt). Elle passe par le Calzada Federalismo et Avenida Colón. Le trajet sur la ligne dure 30 minutes.
Elle dispose de 20 stations, dont 11 en surface et 9 souterraines. Elle est équipée de 16 rames articulées livrées par Concarril pour l'inauguration. Une commande supplémentaires de 12 rames en janvier 2016 à Bombardier augmente de 50% la capacité de la ligne. La première rame arrive en mars 2017.
Elle relie les municipalités de Zapopan, Guadalajara et Tlaquepaque.

### Stations
Les quais des stations de cette ligne, initialement 60 mètres, pouvaient accueillir des trains de quatre voitures.
À la suite d'un programme lancé en 2012, en 2018, les quais de toutes les stations ont été étendus à 90 mètres pour permettre d'accueillir des trains de 6 voitures. En même temps les stations de la ligne ont été rénovées afin d'améliorer la sécurité des passagers.
À la station de correspondance Juárez, une galerie d'art a été intégrée au complexe de la gare.
- Periférico Norte
- Dermatológico
- Atemajac
- División del Norte
- Ávila Camacho
- Mezquitán
- Refugio
- Juárez (correspondance avec la ligne 2)
- Mexicaltzingo
- Washington
- Santa Filomena
- Unidad Deportiva
- Urdaneta
- 18 de Marzo
- Isla Raza
- Patria Sur
- España
- Tesoro
- Periférico Sur

## Ligne 2
Les contrats de la ligne 2 sont signés en mars 1991. Sa construction a commencé en janvier 1992. Cette ligne entièrement souterraine de  8,5 km. et 10 stations a été mise en service le 1er juillet 1994. Elle passe par Avenida Juárez, Javier Mina et la rue Gigantes. À l'origine ce tronçon devait être la première phase d'une ligne de 19 km.
La signalisation ferroviaire mise en place permet des intervalles d'exploitation de 2,5 minutes. Le trajet sur la ligne dure 15 minutes.
Cette ligne a coûté 330 millions US$ de l'époque.
Cette ligne est initialement équipée de 32 rames articulées livrées en 1993/1994 par Bombardier, devenu propriétaire des ateliers Concarril de Sahagun, puis 4 rames de plus livrés par le même constructeur en 1994/1995. Ces véhicules sont alimentés par caténaires en 750 V dc.

### Stations
Les stations avec des quais de 150 mètres de long peuvent accueillir des trains de 5 rames articulées (10 véhicules).
- Juárez (correspondance avec la ligne 1)
- Plaza Universidad
- San Juan de Dios
- Belisario Domínguez
- Oblatos
- Cristobal de Oñate
- San Andrés
- San Jacinto
- La Aurora
- Tetlán

## Ligne 3
Les coûts de construction de cette ligne sont estimés à €1∙06 milliards. Les appels d'offres lancés en avril 2014, les contrats de génie civil de la partie aérienne de cette ligne sont passés en juin 2014. Les travaux du tunnelier commence en juin 2016.
Le contrat système de la ligne 3 a été attribué à un consortium Alstom - OHL en septembre 2014. Alstom fournit 18 trains de trois voitures Metropolis, les systèmes de communication, les sous-stations de traction et haute tension ainsi que les systèmes de commande et de régulation du trafic s'appuyant sur le CBTC Urbalis 400. La première rame a été livrée en janvier 2017. La vitesse maximale de ces trains est de 90 km/h.
La ligne 3, de Arcos de Zapopan à Central de Autobuses, soit 20,9 km (14,9 km en viaduc, 0,5 km transition viaduc-tunnel, 5,5 km en tunnel) avec 18 stations (13 aériennes sur deux viaducs, 5 souterraines), a été inaugurée le 12 septembre 2020 par le président Andrés Manuel López Obrador. Le temps de parcours entre les terminus est d'environ 35 minutes.

### Stations
- Arcos de Zapopan
- Periférico Belenes
- Mercado del Mar
- Zapopan Centro
- Plaza patria
- Circunvalación País
- Ávila Camacho (correspondance avec la ligne 1 )
- La Normal
- Santuario
- Guadalajara Centro (correspondance avec la ligne 2 )
- Independencia
- Plaza de la Bandera
- CUCEI
- Revolución
- Río Nilo
- Tlaquepaque Centro
- Lazaro Cardenas
- Central de Autobues

Modèle:Rapid transit OSM map

## Exploitation et fréquentation
Le métro transporte environ 50 millions de passagers par an, en parts presque égales sur la ligne 1 et 2 malgré la différence de longueur. Aux heures de pointe, il y a 20 trains en service, 12 sur la ligne 1 et 8 sur la ligne 2.